# Нижнетуломское водохранилище
Нижнетуломское водохранилище — искусственный водоём на Кольском полуострове на высоте 18 метров. Водохранилище образовано плотиной Нижнетуломской ГЭС в 1934—1936 годах.

## Основные характеристики
Площадь водного зеркала 38 км², объём 0,39 км³ (из него полезный — 0,037 км³), длина около 16 км, наибольшая ширина 1,6 км, максимальная глубина 20 метров. При создании водохранилища было затоплено 170 гектар сельхозугодий, перенесено 30 строений. Весьма удачным оказался рыбоход Нижнетуломской ГЭС, длиной 450 метров с 65 ступенями (единственный эффективно работающий рыбоход на ГЭС России).

## Хозяйственное значение
Водохранилище создано в интересах гидроэнергетики, лесосплава, рыболовства и водоснабжения. Расположено непосредственно на Туломе, с севера в него впадают реки Пяйве и Шолгон, с юга — Керча. По берегам водохранилища находятся населённые пункты Мурмаши (в районе плотины), Тулома и Юркино (заброшено). Кроме того, в районе водохранилища расположено несколько турбаз.
Нижнетуломское водохранилище богато рыбой. Здесь водится сёмга (за сезон проходит до 10000 особей), кумжа, хариус, щука, сиг, налим, корюшка. Разрешено любительское и спортивное рыболовство.
В прибрежной зоне водохранилища расположена охраняемая природная территория Лиственницы Нижне-Туломского водохранилища — заложенный в 1953 году участок лиственницы сибирской (Larix sibirica).
В связи с близостью областного центра — Мурманска, водохранилище часто выбирается для проведения соревнований по водным видам спорта, например, в 2008 году здесь прошёл чемпионат Мурманской области в классе яхт «Луч».